# 콰키우틀족

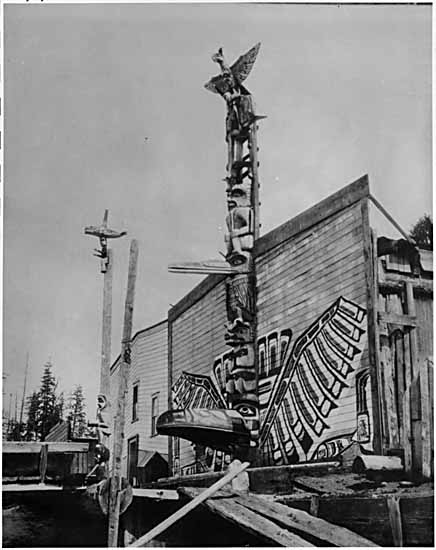
콰키우틀의 토템폴

콰키우틀(Kwakiutl) 혹은 콰콰카와쿠(Kwakwaka'wakw [ˈkʷakʷəkʲəʔwakʷ])는 캐나다의 북부 밴쿠버섬과 브리티시컬럼비아주에 거주하는 토착 원주민으로, 인구는 2016년 조사 기준 3,665명이다. 콰콰카와쿠는 "콰콸라(Kwak'wala) 말을 쓰는 부족"이란 뜻인데, 현재 콰콸라어를 쓰는 인구는 부족 전체의 5%(약 250명)에 불과하다. 콰키우틀은 그들의 역사, 문화, 예술로서 유명하다. 최근 콰키우틀은 그들의 문화와 언어의 부흥운동을 펼치고 있다. 오늘날 그들의 사회는 정치적으로 13개의 부족 정부로 이루어져 있다.

## 같이 보기
- 콰콸라어
- 퍼스트 네이션